# Битва на Рогах Хаттіна
Битва на Рогах Хаттіна або Битва при Хаттіні — битва, що відбулась 4 липня 1187 року при Рогах Хаттіна між Єрусалимським королівством хрестоносців та силами династії Аюбідів. Хрестоносців було розгромлено мусульманською армією під проводом Салах ад-Діна, що невдовзі призвело до вигнання хрестоносців з Єрусалиму.

## Передумови
Ще за життя Єрусалимського короля Балдуїна IV, у зв'язку з тим, що він був смертельно хворим на проказу, спадкоємцем престолу став його племінник Балдуїн V, а регентом — Раймунд III, граф Триполі. Граф Триполійський, використовуючи свою владу, уклав із Салах ад-Діном перемир'я на чотири роки. За рік юний король помер, і спадкоємця престолу довелось обирати серед двох сестер Балдуїна IV: Сибіли та Ізабели.
Ще до смерті короля, на раді в Акрі, єрусалимські барони склали присягу ще живому Балдуїну IV, що після його смерті трон тільки тимчасово перейде до регента й Гі де Лузіньян не стане королем, а питання обрання нового правителя, Сибілли чи Ізабелли, будуть вирішувати: папа римський, монархи Священної Римської імперії, Англії та Франції.

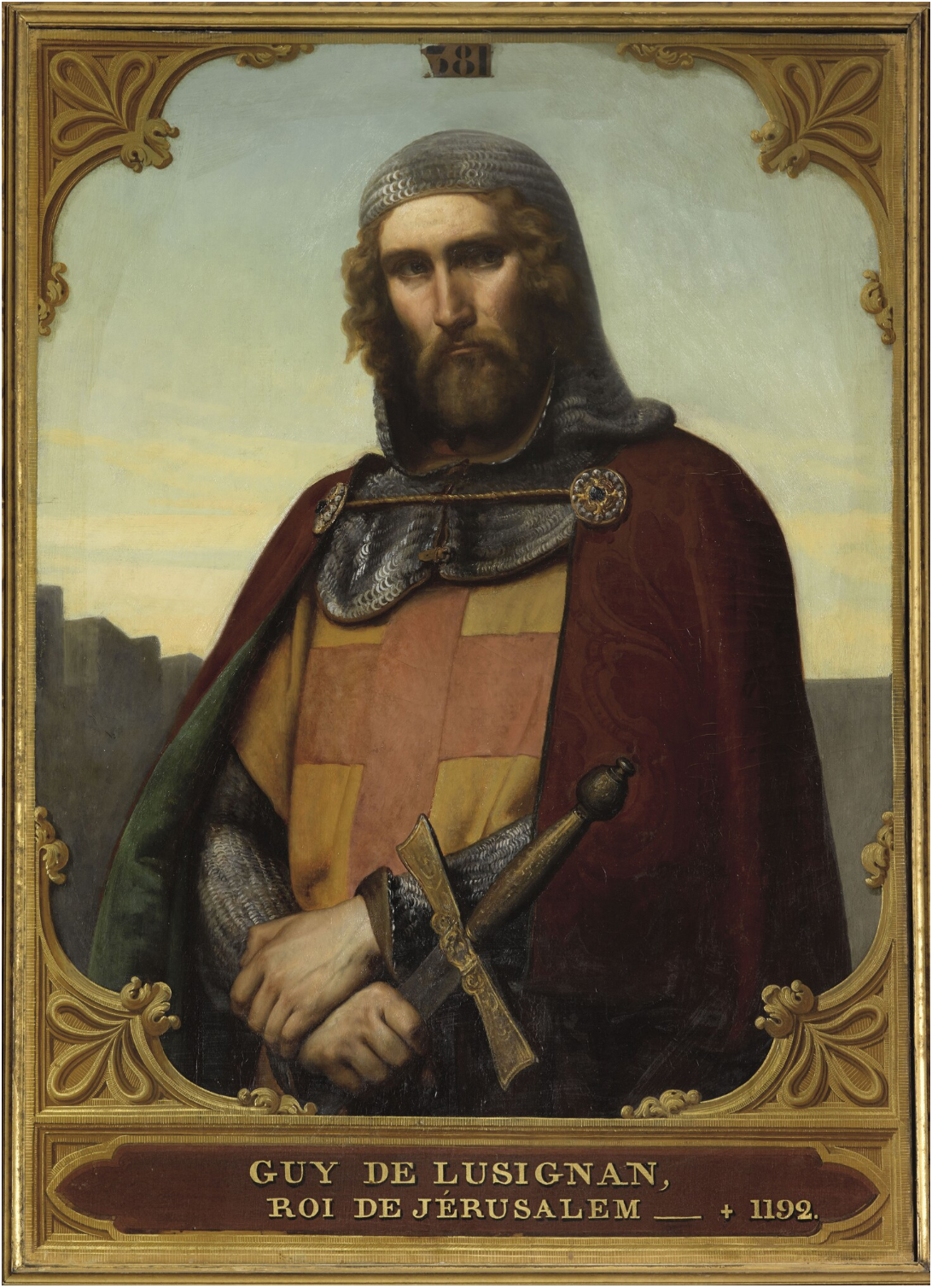
Гі де Лузіньян у поданні Франсуа Едуара Піко, 1843, Версаль

У березні 1185 року помер Балдуїн IV. Барони не стали чекати на відповідь з Європи. Вони розділились на дві ворожі партії: одна партія виступала за те, щоб коронували Сибілу та її чоловіка Гі де Лузіньяна; до її складу входили Великий магістр Ордена Тамплієрів Жерар де Рідфор, патріарх Єрусалимський та інші. Друга партія виступала за коронацію Ізабели та її чоловіка Онфруа IV де Торона, до її складу входили Баліан ІІ д'Ібелін, граф Раймунд III Триполійський. Зрештою, 20 липня 1186 року в Єрусалимі була коронована Сибіла й Гі де Лузіньян.
1187 року в Акрі на раді баронів Святої Землі обговорювався новий хрестовий похід. Під час цього зібрання надійшло донесення про те, що Саладін узяв в облогу місто Тиверію, оплот графа Раймунда III. З-за стін обложеної фортеці прибув гонець від графині Ешиви Триполійської, чиє послання благало про допомогу. Сам граф знав, що султан Салах-Ад-Дін неухильно додержується сарацинського кодексу честі, а тому не зачіпатиме високорідну даму. Проте великий султан був хитрим. Виманити франків, підбити їх на поспішну, погано продуману рятувальну операцію — про більше Салах ад-Дін і мріяти не міг. Імовірно, саме тому посланець безперешкодно дістався короля Гі де Лузіньяна й ради баронів. Наступної ночі, під тиском гросмейстера Ордену тамплієрів Жерара де Рідфора, король ухвалив рішення прийти на допомогу місту. Армія виступила наступного ранку.

## Битва

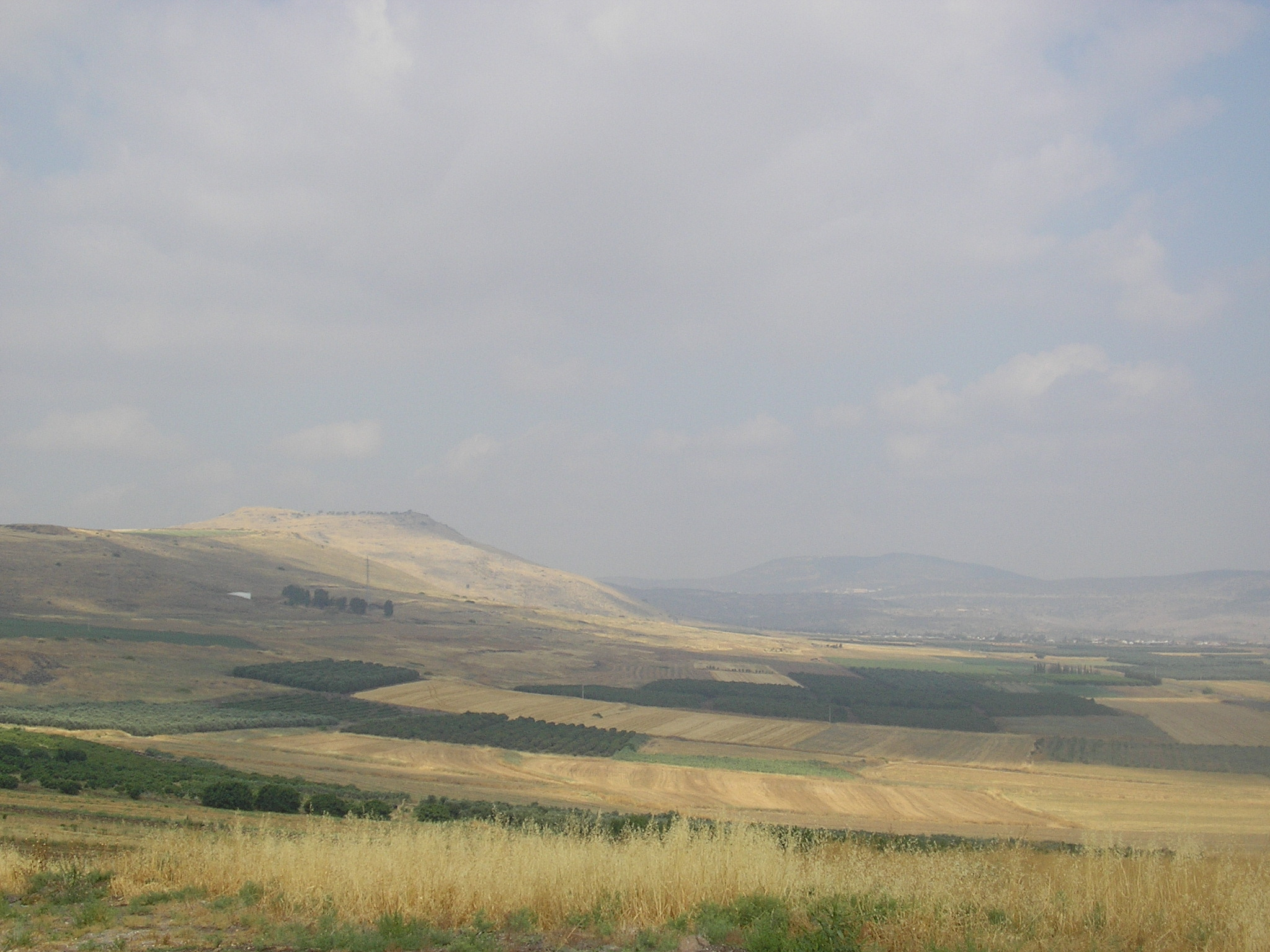
Роги Хаттіна. Вид зі східного боку, 2005

Король Єрусалимського королівства Гі де Лузіньян зі своїм військом виступив проти мусульман вранці у п'ятницю, 3 липня 1187 року, просуваючися від Сеффурійських джерел до Тиверіадського озера. Відстань була невеликою — двадцять кілометрів, але караван 50-тисячної (за іншими даними, в армії було трохи більш як двадцять тисяч чоловік) армії розтягнувся на кілька миль.
Спекотний і посушливий липень Палестини робили свою справу, і війська хрестоносців, із труднощами просуваючися опаленою місцевістю під палючим сонцем, не встигли дістатись води до заходу сонця.
Повертатись до джерел було надто пізно й за порадою графа Раймунда III Триполійського вони зупинились на відпочинок у місцевості, що має назву Роги Хаттіна. Ледь вони розбили похідні намети, як Саладін наказав своїм військам підпалити сухий чагарник, що зростав у надлишку на схилах гір. Їдкий дим застилав небо, ускладнюючи дихання, і страждання виснажених тривалим переходом і сонячною спекою військ короля поглибились жаром полум'я, що палало навколо табору. Зрештою султан наказав розмістити поблизу табору глечики, наповнені водою з Тиверіадського озера, спустошуючи їх на очах виснажених жагою хрестоносців, а потім обстріляти табір з луків та арбалетів.
На військовій раді, зібраній королем Гі, було прийнято рішення негайно атакувати війська Саладіна, та брат Гі де Лузіньяна — Аморі — почав організовувати ескадрони для нападу.
Раймунд III Триполійський очолював додаткові війська, та по прибуттю до табору став зі своїм загоном в авангарді. Відповідно до тогочасної традиції граф Триполійський, як сеньйор Тиверіадських земель, на яких відбувалась битва, узяв на себе командування військами, очолюючи першу дивізію. Баліан ІІ д'Ібелін та Жослен ІІІ Едеський зі своїми лицарями прикривали тили, створивши ар'єргард.

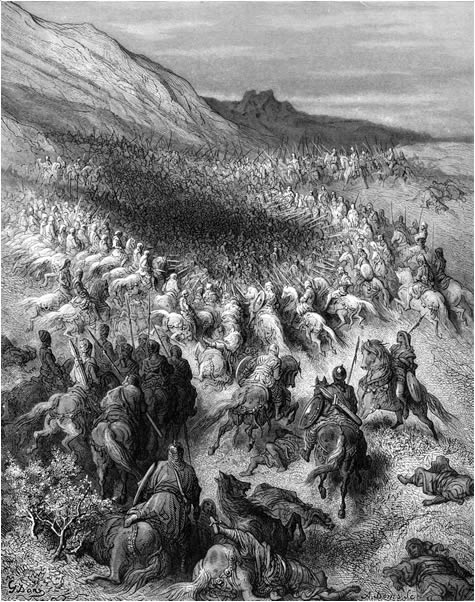
Гюстав Доре. Битва при Хаттіні

Однак, лишень загони були виведені на позиції й вишикувані в бойовому порядку, шість лицарів із війська графа Триполійського, на ім'я Балдуїн де Фортью, Раймонд Бак і Лаодицій де Тиберіас із трьома своїми товаришами, «охоплені диявольським духом втекли до Салах ад-Діна та, раптово перейшовши до сарацинів, донесли їм про всі особливості поточного становища, наміри й ресурси християн», закликаючи султана атакувати хрестоносців швидко й неочікувано першим, щоб здобути перемогу. Почувши ці слова, Салах ад-Дін наказав своїм військам вишикуватись у бойовий порядок та рушити вперед на лицарів.
Піхота королівського війська, побачивши наступ сарацинів, піднялась на верхівку гори, й відмовилась битись, незважаючи на наказ короля, благання єпископів і вимоги баронів.
Раймунд III Триполійський зі своїм загоном виступив назустріч ескадрону мусульман, але ті, розділившися, створили наскрізний прохід, що дозволив загону лицарів заглибитись, а потім зімкнули свої ряди, оточивши себе щільним кільцем. Врятуватись удалось тільки десяти-дванадцяти лицарям, в тому числі самому графу Триполійському та його чотирьом пасинкам. З оточення вирвались також Баліан ІІ д'Ібелін і Жослен ІІІ Едеський (за іншими даними в битві участі не брав, перебував в Акрі).
У суботу, 4 липня 1187 року «розверзлись хмари смерті, згасло світло в цей день скорботи, страждання, горя та руйнувань». У битві, що тривала сім годин, загинуло близько 17000 чоловік, а король Гі Лузіньян, його брат Аморі (конетабль королівства), магістр тамплієрів Жерар де Рідфор, Рено де Шатільйон, Онфруа IV Торонський та багато інших потрапили в полон. У цій битві також було втрачено Святий Животворний Хрест Господній.

## Результати
Поразка при Хаттіні знекровила ордени тамплієрів та госпітальєрів, що були головними силами, які стримували просування сарацинів під проводом Салах ад-Діна. Баліан II д'Ібелін, якому вдалось врятуватись від полону, швидко повернувся в Єрусалим та зібрав війська для його оборони. У вересні 1187 року Салах ад-Дін підступив до Єрусалима. Городяни збирались опиратись, тому непрямо відповідали на пропозицію Салах ад-Діна здати місто за умов дарування свободи городянам. Проте, коли почалась щільна облога міста, християни, побачивши перед собою армію сарацинів, що мала чисельну перевагу, побачили всю неможливість спротиву та звернулись до Салах ад-Діна з мирними перемовинами. Салах ад-Дін погодився за викуп дарувати їм свободу й життя, причому чоловіки сплачували по 10 золотих монет, жінки — по 5, діти — по 2, після чого всі вони залишили місто, при цьому зберігши своє майно (що змогли нести з собою) та зброю. 2 жовтня 1187 року війська Саладіна увійшли до Єрусалима. Надалі місто на деякий час знову опинилося в руках християн, проте фактично перемога Салах ад-Діна при Хаттіні поклала початок поступовому вигнанню християн зі Святої Землі на кілька століть.